# Ignaz von Ruber
Ignaz von Ruber (8. května 1845 Brno – 7. listopadu 1933 Vídeň) byl rakousko-uherský, respektive předlitavský státní úředník a politik, ministr spravedlnosti v první vládě Paula Gautsche a vládě Franze Thuna.

## Biografie
Vystudoval Theresianum ve Vídni. V letech 1864–1868 absolvoval Vídeňskou univerzitu a v roce 1870 získal titul doktora práv na Univerzitě ve Štýrském Hradci. Od roku 1868 působil v justici, byl soudcem v Brně a od roku 1887 pracoval na generální prokuratuře ve Vídni. Od roku 1891 působil na kasačním soudu a roku 1896 se stal sekčním šéfem na ministerstvu spravedlnosti.
Vrchol jeho politické kariéry nastal za první vlády Paula Gautsche, v níž se stal ministrem spravedlnosti. Post si udržel i v následné vládě Franze Thuna. Funkci zastával v období 30. listopadu 1897 – 2. října 1899. Ve funkci čelil kritice, když roku 1898 nejvyšší soudní dvůr potvrdil platnost takzvané České charty z roku 1848, kterou rakouská vláda vyhlásila zrovnoprávnění obou zemských jazyků v Čechách. Vydal rovněž kontroverzní výnos o poplatcích za advokátní služby.
Po odchodu z vlády nastoupil na pozici předsedy senátu nejvyššího soudního a kasačního dvora, jehož byl v letech 1907 až 1918 dokonce prvním prezidentem. V roce 1902 byl jmenován doživotním členem Panské sněmovny. Publikoval odborné studie, v nichž se zabýval právními dějinami Moravy. V roce 1909 byl povýšen na barona.
V Brně se roku 1873 oženil s Marií Leidenfrost (1853–1928), dcerou brněnského vlnařského obchodníka Emila Antona Leidenfrosta.